# Цилиндрични координатни систем
Цилиндрични координанти систем је тродимензиони координатни систем који у суштини представља проширење поларног координатног система додавањем треће координате (која се обично означава са {\displaystyle h}), која означава висину тачке изнад равни.
Тачка P је задата као {\displaystyle (r,\theta ,h)}. Посматрано из перспективе правоуглог координатног система:
- {\displaystyle r} је раздаљина од O до P', ортогоналне пројекције тачке P на XY раван. Ово је исто као раздаљина тачке P од -осе.
- {\displaystyle \theta } је угао између позитивног смера x-осе, и дужи OP', мерено у смеру супротном од смера казаљке на сату.
- {\displaystyle h} је исто као {\displaystyle z} координата.
- Стога је функција конверзије {\displaystyle f} из цилиндричних координата у правоугле координате задата као {\displaystyle f(r,\theta ,h)=(r\cos \theta ,r\sin \theta ,h)}.

За употребу у физици и технологији, препоручена међународна стандардна нотација је ρ, φ, z (ISO 31-11).
Цилиндричне координате су корисне за анализу површина које су симетричне у односу на осу, ако је z-оса изабрана за осу симетрије. На пример, бесконачно дугачак циркуларни цилиндар који у систему правоуглих координата има једначину  има врло просту једначину у цилиндричним координатама: r = c. Отуда име цилиндричне координате.